# Leonid I.
Kralj Leonid I (starogrško Λεωνίδας) je bil špartanski kralj med 488 pr. n. št. do 480 pr. n. št..  Znan je predvsem kot poveljnik špartanske vojske v Bitki pri Termopilah v času grško-perzijskih vojn.

## Družina
Leonidas je bil rojen okoli leta 520 pr. n. št., kralju  Anaksandridu II, domenevnega potomca junaka Herakleja. Imel je mlajšega brata Kleombrota I in starejšega brata Dorieja. Ker je oče imel dve ženi, je prav tako imel polbrata
Kleomena I. Čeprav je Kleomen najverjetneje bil prvorojenec, je bil sin Anaksandridove druge žene, zato njegova pravica do prestola ni bila popolnoma utrjena. Prestol bi tako dobil Doriej, kot njegov najstarejši sin iz prvega zakona. Kleomen je svojemu polbratu pokazal veliko podporo predvsem s tem, ko je podpiral svojega brata pri ekspedicijah. Dorieus je bil na eni izmed teh ubit in Kleomen je postal kralj.
Kleomen je imel pisano politično kariero, ki je vključevala dve obleganji Akropole v Atenah, vojno z Argosom in podkupovanje Delfskega preročišča, z namenom, da bi odstranil so-kralja Demarata. Kleomenova vladavina je vključevala mnogo nepričakovanih preobratov. V tem času je pridobil kar nekaj sovražnikov doma in zaveznike v tujini, zaradi česar je prišlo do ustavnih sprememb za omejitev pravic kraljev. Zavezniki so mu nehali slediti, saj so bili prevečkrat prevarani. Ne obstaja pa noben vir, ki bi govoril o vlogi Leonida ali o njegovem mnenju glede tveganega vladanja njegovega polbrata. Glede na zagrenjenost med Kleomenom in Doriejem je Leonid najverjetneje bil bolj kritik, kot pa podpornik Kleomenovega vladanja.
Kleomen je naletel  na novo oviro, so-kralja Demarata. Mnogo let sta drug drugemu uničevala načrte, kar je na koncu pripeljalo do tega, da sta bila oba kralja izgnana. Po izgnanstvu je Demarat odšel v Perzijo, kjer je postal osebni svetovalec kralja Kserksa, Kleomen pa je sčasoma dobil dovoljenje, da se je vrnil v Šparto. Tam pa so ga obtožili norosti in ga spravili v zapor pod ukazi njegovih polbratov, Leonida in Kleombrota. Kmalu za tem pa so ga naši mrtvega v svoji celici, s kosi mesa odrezanimi z njegovega telesa. Nikoli se ni izvedelo ali je zagrešil samomor, ali pa je šlo za umor. Kleomen je imel samo enega otroka, hčer Gorgo, poznejšo Leonidovo ženo.

## Življenje
Tako kot vsi ostali moški Spartiati je moral Leonid v otroštvu prestati razne psihične in mentalne teste, ki so bili mišljeni kot priprave na to, da postane hoplit. Priprave so se imenovale Agoga.
Leonidova vloga v času vladanja Kleomena je nejasna. Po njegovi smrti je postal kralj in se  okoli leta 491 pr. n. št. poročil s svojo nečakinjo Gorgo, s katero je imel sina Plejstarha. Leta 492 pr. n. št. je Perzija prvič napadla matično Grčijo. Mnogo polis, med drugim tudi Šparta, so se invaziji uprli. 2000 Špartancev, med njimi Leonid, je zapustilo Šparto in v roku treh dni prispelo v Atene, ko so Atenci in Platajci že zmagali v bitki na Maratonskem polju. Čeprav so bitko zamudili, je Leonid pridobil veliko ključnih informacij z ogledom bojišča in pogovorom z udeleženci. 
Čez deset let so se Perzijci vrnili. Nekdanji kralj Demarat naj bi, ko je izvedel, da želi perzijski kralj Kserks napasti Grčijo, poslal svojim nekdanjim rojakom opozorilo, tako da je na les, ki je bil pod voskom za pisanje tabel, zapisal sporočilo. Zunanja grožnja je razdelila grške države na perzijske zaveznike in tiste, ki vladavine Perzijcev niso želeli sprejeti. Med slednjimi je bila le tretjina vseh polisov, ki pa so se v tem času vojaško medsebojno povezali. Po tem, ko se je poskus, da bi obranili položaj na severu izkazal za nesmiselnega, so se odločili, da se bodo s Perzijci spopadli postavili pri Termopilah na kopnem in  Artemiziju na morju. Po Herodotu, naj bi Leonid malo udeležbo grških vojakov v Bitki pri Termopilah, komentiral kot: »Če menite, da bi se moral zanašati na številke, potem niti celotna Grčija ni dovolj, saj je to le majhen del Perzijske drhali, ampak če se moram zanašati na pogum, potem je celo to število zelo primerno«. Leonida je s sabo vzel natanko 300 Špartancev, ki so bili znani kot elitna garda, katerih naloga je bila zaščititi kralja. Njegovo pričakovanje, da bo na pohodu umrl, se je kazalo tako v tem, da je izbral za vojake le tiste može, ki so že imeli potomce, kot tudi v njegovih zadnjih besedah ženi: »Poroči dobrega moža in rodi dobre otroke«. V Bitki pri Termopilah je Leonid na predlog Kserksa, da bi ga v primeru predaje naredil kralja vse Grčije, odgovoril z: »Če bi razumel, kaj je častno v življenju, bi se izognil hrepenenju tistega, kar pripada drugim«. Ko je Kserks zahteval, da odložijo svoje orožje, je preprosto odogovoril: »Pridi in jih vzami«.

## Bitka pri Termopilah
Glavni članek Bitka pri Termopilah
Leonid je bil v času bitke pri Termopilah že zelo izkušen vojaški poveljnik, čeprav o njegovih prejšnjih vojaških pohodih ne vemo ničesar. Izbran je bil, da vodi majhno skupino špartanskih hoplitov, 300 izbranih moških, ki so že imeli potomce. Špartanci so  v tem času imeli sveto praznovanje imenovano Karnija in tako teoretično ne bi smeli iti na vojni pohod, dokler se ne bi praznovanje končalo. Teh 300 Špartancev je bilo združenih z vojaki iz nekaterih drugih polis, končna sila ki se je spopadla s Perzijci, je torej štela okrog 7000 vojakov.
Termopile, obmorsko ožino 150 km severno od Aten so izbrali za točko spopada zaradi dobre branljivosti. 
Grki so izkoristili prednost terena in svojih bojnih formacij ter tako uspeli zadržati Perzijce za dva dni, preden so bili izdani s strani lokalnega pastirja Efialta, ki je Perzijce po gorski poti pripeljal za grške bojne linije. Leonid je odslovil večino svojih sil in s seboj obdržal le Špartance, Tespijce in Tebance, ki so povečini vsi padli. Po porazu Grkov je Kserks zahteval, da se Leonidovo truplo obglavi, njegovo glavo pa nabije na kol.
Sčasoma je bilo njegovo telo vrnjeno v Šparto, kjer je bil pokopan. Nasledil ga je njegov sin Plejstarh, osemnajsti kralj agiadske dinastije.

## Čas po bitki
Leonidova žrtev, skupaj z njegovimi špartanskimi hopliti, ni ustavila Perzijcev pri premiku vzdolž Grške obalo v Beocijo. Septembra leta 480 pr. n. št., je Atenska vojska porazila Perzijce v Bitki pri Salamini, po kateri so se Perzijci vrnili domov. Kljub temu je Leonidova žrtev dokazala špartansko pripravljenost za zaščito grškega sveta.
Leonid je s svojo smrtjo dosegel trajno slavo. Štirideset let po bitki so Špartanci pridobili posmrtne ostanke Leonida ali vsaj ostanke, za katere so verjeli, da so njegovi. V njegovo čast so zgradili svetišče.